# Myotis alcathoe
Myotis alcathoe là một loài động vật có vú trong họ Dơi muỗi, bộ Dơi. Loài này được von Helversen & Heller mô tả năm 2001.
Chỉ được biết đến từ Hy Lạp và Hungary khi loài này được mô tả lần đầu tiên vào năm 2001, phạm vi phân bố của loài dơi này đã mở rộng sang Tây Ban Nha, Anh, Thụy Điển, và Azerbaijan, trong số các nước khác. Loài này tương tự như loài dơi râu (Myotis mystacinus) và các loài khác và rất khó để phân biệt chúng. Tuy nhiên, lông màu nâu cũng rất đặc biệt và nó rõ ràng là khác nhau trong các nhân vật của các chuỗi nhiễm sắc thể và DNA của nó. Mặc dù một số dữ liệu di truyền cho thấy rằng nó có liên quan tới loài dơi Geoffroy (Myotis emarginatus), phân tích khác không hỗ trợ một mối quan hệ chặt chẽ giữa M. alcathoe và bất kỳ loài khác.